# Nassaria spinigera
Nassaria spinigera is een slakkensoort uit de familie van de Buccinidae. De wetenschappelijke naam van de soort is voor het eerst geldig gepubliceerd in 1965 door Hayashi & Habe.